# Нагрода2
Нагрода  2 - (пол. Nagroda II) — польский дворянский герб.

## Описание
Щит пересечён, в верхней части в голубом поле лемех справа, серп слева; в нижней части в красном поле шлем, с мечом крест-накрест снизу расположенным, а под ним голубь, держащий зелёную ветку лавра в клюве.
Щит увенчан дворянскими шлемом и короной. Намёт на щите голубой и красный, подложенный серебром.

## Герб используют
Ян Грюндлих, г. Нагрода, жалован дипломом на потомственное дворянское достоинство Царства Польского. Герб Грюндлихов внесён в Часть 1 Сборника дипломных гербов Польского Дворянства, невнесённых в Общий Гербовник, стр. 50.